# Ruolo (sociologia)
Ruolo, in sociologia, è un concetto che definisce l'insieme dei modelli di comportamento attesi, degli obblighi e delle aspettative che convergono su un individuo che ricopre una determinata posizione sociale o svolge una determinata professione. Spesso è associato al concetto di status in quanto una determinata posizione sociale comporta sia degli obblighi (ruolo) che dei benefici (status). 
Il termine  etimologicamente deriva dal francese rôle contrazione di rôtle e questo a sua volta dal latino ròtulus o rùtula diminutivo di ròta che vuol dire ruota, disco, giro.

## Aspettative di ruolo
Sono quelle norme generalmente accettate che definiscono il comportamento di un individuo che ricopre un particolare ruolo. L'individuo può uniformarsi o meno ad esse in tutto o in parte. Questo crea anche un nocciolo di controllo sociale "automatico" nella misura in cui risposte non previste possono provocare sanzioni da parte degli altri attori e del gruppo stesso. Sotto questo aspetto, in ogni gruppo sociale, è prevista la figura dello "straniero", al quale sono concessi errori nel gioco delle reciproche aspettative.
Le aspettative di ruolo sono più o meno coercitive a seconda del grado di istituzionalizzazione delle stesse. Alcune sono oggetto di specifiche norme giuridiche e il loro mancato rispetto potrebbe dar luogo a sanzioni, anche penali. Altre possono assumere grande importanza solo per il gruppo di appartenenza dell'individuo. In tutti i casi il grado di conformità o di devianza delle azioni di una persona può essere misurato confrontandolo con le aspettative di ruolo.

## Sistemi di ruoli
Sotto questo aspetto i ruoli sono sempre organizzati in sistemi di ruoli, che prevedono almeno due ruoli complementari tra loro (insegnante/allievo, madre/figlio ecc). La possibilità di previsione del comportamento in questi casi è reciproca, poiché ciascuno dei partecipanti al sistema di ruoli, qualsiasi sia il ruolo interpretato in quel momento, conosce anche i comportamenti prescritti per gli altri ruoli, e può quindi sapere cosa sia lecito aspettarsi in risposta ai propri comportamenti, questo perché i sistemi di ruoli sono una parte importante della cultura condivisa da ogni gruppo sociale benché, ovviamente, possano essere diversi da gruppo a gruppo.

## Tensioni di ruolo
Vi possono essere dei conflitti di ruolo quando una persona, per diverse ragioni, non può corrispondere alle aspettative del ruolo assegnato. Bisogna qui distinguere tra tensioni intra ruolo e tensioni inter ruolo. Le prime si riferiscono a conflitti che si generano all'interno dello stesso ruolo ad esempio quello di docente che prevede sia la capacità di trasmettere determinate conoscenze o abilità sia un distacco affettivo nei confronti dell'allievo. Le tensioni inter ruolo si scatenano quando i vari ruoli che un individuo interpreta sono per qualche ragione in contrasto tra loro. Ad esempio una persona può assumere il ruolo di genitore, figlio, marito, imprenditore, militante di un partito politico, ecc. e non riuscire, banalmente, ad avere il tempo di dedicarsi come vorrebbe e come ci si aspetterebbe da lui a queste attività.